# Чиветта
Чиветта (итал.  Civetta) — гора в Доломитовых Альпах в итальянской области Венеция.

## Описание
Высота над уровнем моря — 3218 м. Вершина горы является одной из самых высоких в Доломитовых Альпах. Она возвышается над озером Аллеге и долинами Золдо и Агордо.